# Acilino Manuel Branco

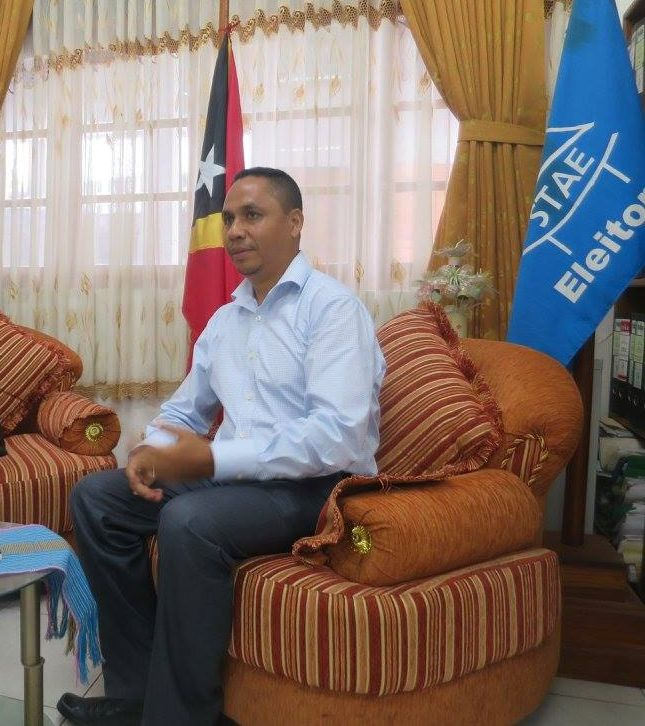
Acilino Manuel Branco (2017)

Acilino Manuel Branco (* 1. Juli 1973) ist ein osttimoresischer Beamter.
2006 wurde Branco zum Chef der Abteilung für Verwaltung und Finanzen des Secretariado Técnico de Administração Eleitoral (STAE) ernannt. 2012 wurde er vom Stellvertreter zum Generaldirektor der STAE befördert. Um 2020 war Edgar Sequeira Martins zwischenzeitlich Generaldirektor, bevor Branco den Posten wieder übernahm. 2022 leitete Branco ein Team zur Unterstützung des Wahlprozesses in Guinea-Bissau.